# Sybaguasu cupreum
Sybaguasu cupreum är en skalbaggsart som beskrevs av Maria Helena M. Galileo och Martins 2004. Sybaguasu cupreum ingår i släktet Sybaguasu och familjen långhorningar.
Artens utbredningsområde är Costa Rica. Inga underarter finns listade i Catalogue of Life.